# Deutsche Trilogie
Als Deutsche Trilogie werden die drei einander folgenden Filme Die Verdammten, Tod in Venedig und Ludwig II. von Luchino Visconti bezeichnet, die sich mit deutscher Kultur und ihren Verfallserscheinungen vom 19. Jahrhundert bis zur Zeit des Nationalsozialismus beschäftigen.
Die späten und opulenten Filme, in denen die Schauspieler überwiegend kontrapunktisch eingesetzt werden, lassen den Einfluss Richard Wagners und Thomas Manns erkennen, dessen Werke Visconti als Vorlage und Quellenmaterial nutzte. Die Filme waren ursprünglich nicht als Trilogie geplant, sind aber durch thematische Bezüge und Querverweise miteinander verbunden.

## Hintergrund
Wie kein anderer italienischer Regisseur beschäftigte sich Visconti mit deutscher Geschichte, Politik und Kultur und bezeichnete sich als „Biograph Deutschlands“, während er mit Golo Mann über einen Zauberberg-Film sprach, in dem Charlotte Rampling die Rolle der Clawdia Chauchat und Helmut Berger die des Hans Castorp spielen und der die Trilogie zur Tetralogie erweitern sollte. Visconti beleuchtete „das Deutschland der Niedergänge“ und der „folgenschweren Brüche“ und suchte es in den Tiefen der deutschen Geschichte, um so die „Ursachen der deutschen Katastrophe“ zu finden, während Thomas Mann ihm dabei als Mittler diente.
Der erste, sehr umstrittene Teil der Reihe erinnert an eine Macbeth-Variation und lässt als Dekadenz-Studie nicht nur den Einfluss Wagners und Thomas Manns, sondern auch die Verfallspsychologie Dostojewskis erkennen. Der Film umkreist den politischen Niedergang am Beispiel einer Großindustriellen-Familie zwischen dem Reichstagsbrand und dem Röhm-Putsch, als deren Vorbild sich unschwer die Dynastie der Krupps erkennen lässt.
In irisierenden Farben beleuchtet er die obszönen Seiten des Faschismus und zeigt, wie Perversionen und Aggressionen symbolisch abgesegnet und staatlich exekutiert werden. Der narzisstische und pädophile Martin von Essenbeck hasst seine Mutter, erniedrigt und missbraucht sie und zwingt sie und ihren Liebhaber schließlich zum Selbstmord.
Der Einfluss Wagners und Thomas Manns ist bereits deutlich erkennbar. Erzählen die Buddenbrooks vom „Verfall einer Familie“ über mehrere Generationen, zeigt Visconti, wie eine Dynastie zerbricht und überhöht deren Schicksal ins mythische Reich der Nibelungen. Das Schmelzen des Kruppstahls zu Beginn, in der Mitte und am Ende des Films erinnert an das Schmieden des Ringes aus dem geraubten Rheingold.
Die schmerzlichen Gegensätze zwischen der aristokratischen Vergangenheit und der von Dissonanzen bestimmten Gegenwart der Familie werden schon am Anfang des Films verdeutlicht: Nachdem der sensible Enkelsohn Günther ein Cellostück gespielt hat, verstört sein Bruder Martin die Gäste mit einer Travestie Marlene Dietrichs und Friedrich Hollaenders Lied Kinder, heute Abend, da such' ich mir was aus aus dem Film Der blaue Engel.
Die Filmsequenz der „Nacht der langen Messer“, die an den Ufern des von Bergen gesäumten Attersees gedreht wurde, verweist bereits auf das spätere Ludwig-Drama. Visconti fängt die Schönheit der badenden Männer mit „langsamen und verschlungenen Kamerabewegungen“ ein und kontrastiert vulgäre Nazi-Lieder mit Isoldes Liebestod.
Schildert der von spätromantischen Klängen Gustav Mahlers begleitete Tod in Venedig den ästhetischen Verfall, mit der eine ganze Epoche kurz vor dem Ersten Weltkrieg „unterzugehen scheint“, malt Ludwig II. die Lebensgeschichte des Märchenkönigs aus und analysiert die Konflikte der Aristokratie und des Geldadels.
Die zentrale Vorlage für den Ludwig-Film war zwar Klaus Manns Novelle Vergitterte Fenster, die auch Viscontis Erzähltechnik der Rückblenden bestimmte; Viscontis Perspektive auf den König ähnelt indes derjenigen, die sich im 40. Kapitel des Romans Doktor Faustus findet.
Anders als Rudi Schwerdtfeger, der die „offiziell gegebene(n)“ Auffassung vertritt, der König sei „knallverrückt“ gewesen, hält der Ich-Erzähler Serenus Zeitblom die „Entthronung und Entmündigung“ des Monarchen für „ungerechtfertigt“ und für ein „Werk der Politik“. Wahnsinn sei ein „recht schwankender Begriff, den der Spießbürger allzu beliebig [...] handhabe.“
Dass Visconti auf der Suche nach Drehorten für Die Verdammten bereits 1967 nach Deutschland reiste und sich Ludwigs Schlösser Neuschwanstein und Hohenschwangau, Linderhof und Herrenchiemsee ansah, belegt den inneren Zusammenhang der Trilogie und zeigt, dass die Idee für das Ludwig-Drama weit zurückreicht. Er selbst gab an, dass sie lange vor La caduta degli dei entstanden sei. Wer den Lebensweg des Königs verfolge, erkenne bedeutende ökonomische und politische Aspekte, etwa den Deutschen und Deutsch-Französischen Krieg, der das „Deutsche Reich mit Bismarcks Machtfülle“ entstehen ließ. 
Ähnlich wie im Tod in Venedig konzentrierte sich Visconti ganz auf die innerseelischen Vorgänge des Protagonisten. In seiner unpolitischen und romantischen Haltung und seiner Flucht in Musik, Märchenschlösser und absolutistische Machtvorstellungen nahm die Götterdämmerung ihren eigentlichen Anfang. 
Anders als in den vorhergehenden Filmen ist die Geschichte nicht unmittelbar präsent, sondern eher als Hors-champ spürbar. So schrieb Gilles Deleuze in seiner filmphilosophischen Abhandlung Das Zeit-Bild, man erfahre von ihr, den Schrecken des Krieges und der „Machtergreifung Preußens“ nur indirekt. Da der König die Vorgänge ignoriere, verstärke sich dieser Zug: „Die Geschichte dröhnt vor der Tür.“

## Querbezüge
Die drei späten Filme Viscontis waren nicht als Trilogie geplant, sind aber durch Querverweise innerhalb eines dichten Gewebes miteinander verbunden.
So verkörpert Dirk Bogarde in der La caduta degli dei einen opportunistischen Mitläufer, der vom SS-Mann Aschenbach verführt wird und schließlich im Netz der Intrigen untergeht. Im zweiten Teil der Trilogie wiederum ist er selbst der „Aschenbach“, den der schöne Jüngling ins Reich des Dionysischen führt. Der Untergang beider Figuren wird ähnlich inszeniert, indem Bogardes Gesicht am Ende jeweils wie eine erstarrte, weiße Totenmaske erscheint.
Der durch einen noch stärkeren Romantizismus geprägte letzte Teil der Trilogie wirkt wie eine Komplementärgeschichte zu Morte a Venezia. Überlässt der eigentlich apollinische Künstler Aschenbach sich dem selbstzerstörerischen Rausch und verfällt dem Naturschönen in Gestalt Tadzios, meidet der König die Strenge der Politik, beklagt die Sinnlosigkeit der Kriege und flüchtet in die dionysischen Traumwelten Richard Wagners.
Visconti selbst bestätigte den Zusammenhang und sprach von der „Suche nach dem [...] absolut Schönen“, die beide Filme bestimme und zum Tode der Protagonisten führe. Aschenbach sterbe während seiner „Suche nach dem Schönen“ und der „Kontemplation des absolut Schönen“. Für den Monarchen nähere sich der Tod schrittweise „durch die Enttäuschungen über die Kunst und die Schönheit.“
Weitere Querbezüge und Anspielungen ergeben sich aus der Wahl der Schauspieler. Bis auf Nora Ricci, die als Gouvernante und Hofdame stets eine ähnliche Rolle innehatte, setzte er sie kontrapunktisch ein. So verkörperte Silvana Mangano in der Novellenverfilmung die liebevolle Mutter, während sie im nächsten Film die berechnende und betrügerische Gattin Cosima Wagner mimte. Übernahm Mark Burns in Morte a Venezia die Rolle des aufmüpfigen, geistig ebenbürtigen Schülers Alfried, ist er im Ludwig-Drama als Hans von Bülow zwar ebenfalls Musiker, agiert aber in subalterner Position.
In der „Götterdämmerung“ sind die von Helmut Berger und Dirk Bogarde gespielten Charaktere machtlüsterne Aufsteiger, in den letzten Teilen der Trilogie hingegen aristokratische und großbürgerliche Figuren, die scheitern müssen.
Übernahm Helmut Griem 1969 die Rolle eines intriganten SS-Mannes, mimte er 1972 den treuen Graf Dürckheim, während Umberto Orsini in dieser Produktion einen Intriganten spielte, der den Monarchen hintergeht und sich mit den feindlichen Preußen verbündet, in den Verdammten hingegen als oppositioneller Herbert Thallmann Opfer der Nationalsozialisten wird.
Dass Visconti die Schauspieler auch außerhalb der Trilogie in gegensätzlichen Rollen einsetzte, lässt sich bei Silvana Mangano beobachten: So spielt sie in Gewalt und Leidenschaft als Marchesa Bianca Brumonti erneut eine Adlige, die anders als die vornehme Mutter Tadzios durch resolutes und vulgäres Verhalten auffällt.

## Rezeption
Nach Auffassung von Wolfgang Storch, Kurator der von August bis November 2003 stattgefundenen Berliner Ausstellung Götterdämmerung über die drei späten Filme, antwortete der Regisseur mit seiner Trilogie auf Wagners Tetralogie. Visconti habe die von Wagner angeprangerte, „zerstörerische Macht des Kapitals [...] in den Konsequenzen für die Gegenwart“ zeigen wollen.
Laut Alberto Moravia ist der europäische Dekadentismus in „seinen drei historischen Phasen“ das eigentliche Thema der Trilogie: Als unvorhersehbare Geburt „aus der Asche der Romantik“ bei Ludwig und als bestimmender Faktor des „individuellen Bewusstsein(s)“ in Morte a Venezia. Im ersten Teil wiederum zeige er sich als fataler und misslungener Versuch, seine negativen Werte in positive soziale und politische umzudeuten, wie Nietzsche dies erstrebt habe. Die Filme seien der Sympathie Viscontis für die Sphäre des Dekadentismus ebenso zu verdanken wie seiner gleichsam musikalischen Intuition für die dekadente Lebensauffassung.
Für Eugenio Spedicato sind die Filme der Trilogie durch einen Ästhetizismus verbunden, der in Martin von Essenbeck, Ludwig und Aschenbach variiert wird. Er verwandle sie in Marionetten und Fantasten, deren tödlicher Weg vorgezeichnet sei. Das Geniale der Figuren sei die Kehrseite ihrer Schwäche, ihre Intelligenz bleibe fruchtlos und falle der Dekadenz zum Opfer.